# デヴィッド・エヴァンス
デヴィッド・アルバート・エヴァンス（David Albert Evans、1941年1月11日 - 2022年4月29日）は、アメリカ合衆国の化学者である。ハーバード大学、Department of Chemistry and Chemical Biologyの名誉教授 (Abbott and James Lawrence Professor of Chemistry)。米国科学アカデミー会員。エヴァンスは有機化学分野における業績で知られ、特にアルドール反応の手法の開発で著名である（エヴァンスアシルオキサゾリジノン法）。
ワシントンD.C.生まれ。エヴァンスは1963年にオベリン大学を卒業（A.B.）、1967年にカリフォルニア工科大学で学位（Ph.D.）を取得した。

## 業績
エヴァンスは有機化学分野で多くの学術的な貢献をした。彼はアルドール反応に関する仕事で最も知られているが、アニオン性オキシ-コープ転位や、金属触媒によるヒドロホウ素化、ビスオキサゾリン (box) 配位子を基にした触媒的エナンチオ選択的反応の手法も開発している。
これらの貢献により、2003年、エヴァンスはアメリカ科学振興協会のフェローに選出された。

## 受賞歴
- 1994年 ラヴォアジエ・メダル
- 1996年 レムセン賞
- 1997年 Yamada-Koga prize（微生物化学研究会）
- 1998年 テトラヘドロン賞
- 1999年 プレローグ・メダル
- 2000年 アーサー・C・コープ賞
- 2003年 名古屋メダル（MSD生命科学財団）[3]
- 2005年 ウィラード・ギブズ賞
- 2006年 野依賞、グレン・T・シーボーグ・メダル、トムソン・ロイター引用栄誉賞
- 2012年 ウェルチ化学賞
- 2013年 ロジャー・アダムス賞